# عبدان (روستا)
 عبدان  به عربی ( عَبَدان )، روستایی است در دهستان عبدان از توابع استان تَعِز در کشور یمن در شبه جزیره عربستان. این روستا در در وادی (دره) القفر دربطن (السحول) ودرآن حمام طبیعی و مزارع قهوه وجود دارد.

## جمعیت
جمعیت آن (۴۵ ) نفر (۵ خانوار) می‌باشد.